# Stig Synnergren
Stig Gustaf Eugén Synnergren, född 25 februari 1915 i Överluleå församling, Norrbottens län, död 28 april 2004 i Hedvig Eleonora församling i Stockholm, var en svensk militär och Sveriges överbefälhavare 1970–1978. Synnergren var en stark förespråkare för värnpliktssystemet. Under hans ämbetstid infördes stridsflygplanet Viggen.

## Biografi
Stig Synnergren var son till lokföraren Gösta Synnergren och Sara, född Carlstén. Han blev fänrik 1939 och tjänstgjorde under andra världskriget vid Skidlöparbataljonen (I 19 K) i Boden, där han bland annat bevakade den norska gränsen då Tyskland besatte Narvik. Han hade också sambandsuppgifter med de norska jägarsoldaterna i Operation Sepals i Norrbotten 1944-1945. Efter kriget utnämndes han till kapten och gjorde på kort tid en snabb militär karriär. Åren 1962–1963 var han regementschef för Västernorrlands regemente (I 21). År 1963 utnämndes han till generalmajor och chef för Arméstaben. Åren 1966–1967 var han militärbefälhavare över Bergslagens militärområde. År 1967 utnämndes han till generallöjtnant och chef för Försvarsstaben och tre år senare till general och överbefälhavare. Synnergren blev i media mest sammankopplad med underrättelsetjänsten då det hemliga underrättelseorganet IB avslöjades under hans tid som ÖB.
Synnergren hade under och efter sin militära karriär en rad förtroendeuppdrag. Han var chef för H.M. Konungens stab 1978–1986, ordförande för Svenska Turistföreningen 1976–1987 och ordförande för Svenska Skidförbundet 1973–1975. Han var även styrelseordförande i Stora AB 1980–1986, styrelseledamot Saab-Scania 1981–1990, LKAB 1982–1986, Saab Combitech 1982–1990 samt Internationella Skidförbundet 1976–1988. Synnergren var även ledamot av Kungliga Krigsvetenskapsakademien 1956, hedersledamot av Kungliga Örlogsmannasällskapet 1970, ledamot av Kungliga Ingenjörsvetenskapsakademien 1977 och skribent i försvarsfrågor.
Synnergren gifte sig 1941 med småskolläraren Margit Lindgren (född 23 februari 1916, död 30 oktober 2016). De är begravda på Galärvarvskyrkogården i Stockholm.

## Militär karriär
- Fänrik - 1939,
- Överste och chef för Västernorrlands regemente (I 21) - 1962–1963,
- Generalmajor - 1963
- Arméstabschef  - 1963–1966,
- Militärbefälhavare för Bergslagens militärområde (Milo B) - 1966–1967,
- Generallöjtnant - 1967
- Försvarsstabschef - 1967–1970,
- General - 1970
- Överbefälhavare - 1970–1978
- Chef för H.M. Konungens stab - 1978–1986[5]

## Utmärkelser

### Svenska utmärkelser
- Riddare av Svärdsorden, senast 1963[6]
- Kommendör av första klass av Svärdsorden, 6 juni 1966.[7]
- Kommendör med stora korset av Svärdsorden, 6 juni 1970.[8]
- Hans Majestät Konungens medalj i 12:e storleken i guld med kedja, 1978[9]

### Utländska utmärkelser
- Storkors av Förbundsrepubliken Tysklands förtjänstorden, senast 1979
- Storkors av Isländska falkorden, 26 oktober 1981.[10]
- Sankt Olavsorden[5]